# Воронежская-Молодёжная
Воро́нежская-Молодёжная — станция в Тальменском районе Алтайского края. Входит в состав Староперуновского сельсовета.

## История
Станция образована в 1963 году в связи со строительством обгонного пункта Среднесибирской железной дороги.

## Население
| 1997 | 1998 | 1999 | 2000 | 2001 | 2002 |
| ---- | ---- | ---- | ---- | ---- | ---- |
| 201  | ↗211 | ↘187 | ↗197 | ↘195 | ↘193 |
| 2003 | 2004 | 2005 | 2006 | 2007 | 2008 |
| ↗195 | ↘176 | ↗190 | ↘183 | ↘163 | ↗169 |
| 2009 | 2010 | 2011 | 2012 | 2013 |      |
| ↘163 | ↘149 | ↘148 | ↘144 | ↘142 |      |

### Национальный состав
Согласно результатам переписи 2002 года, в национальной структуре населения русские составляли 92 %.